# أروغبا
أروغبا (بالإنجليزية: Arugba)‏ (وتعني العذراء) هو فيلم دراما نيجيري باللغة اليوروبية صدر في عام 2007 للمخرج توندي كيلاني.
حصد الفيلم على جائزة الأوسكار الأفريقية خلال حفل جوائز الأكاديمية الأفريقية للأفلامعن فئة أفضل فيلم نيجيري.

## القصة
تحكي القصة عن ملك بلدة صغيرة في جنوب غرب نيجيريا، يدلي بالكثير من التصريحات ضد الفساد أثناء إجراء إصلاحات اقتصادية ورغبته في جذب المستثمرين الأجانب. لكن تلك الإصلاحات لا تصل إلى الشعب، فالملك لا يثق بأحد ولديه نقطة ضعف هي النساء مما يهدد قيادته.
في تلك الأثناء تجد أديتوتو فتاة نيجيرية نفسها في مواجهة عدة مسؤوليات منها التوفيق بين دراستها الجامعية ووضعها كفتاة تم اختيارها من قبل الكاهن لحمل القربان خلال الاحتفالات السنوية لقرابين الالهة باعتبارها فتاة عذراء لكن بعد اختطافها من قبل ثلاثة رجال، يتم التشكيك في عفتها وأحقيتها في ذلك. وتتشابك روايتها مع موضوعات التوازن والحب والولاء والخسارة، كما تستكشف قصتها أيضًا قضايا الحكم والفساد السياسي وتأثير الحداثة على التقاليد.

## طاقم العمل
- ريمي أبيولا في دور تونرايو
- سيجون أديفيلا في دور ماكينوا

## روابط خارجية
أروغبا على موقع IMDb (الإنجليزية)
- أروغبا على موقع روتن توميتوز (الإنجليزية)
- أروغبا على موقع أول موفي (الإنجليزية)
- أروغبا على موقع فيلمافينيتي (الإسبانية)
- أروغبا على موقع قاعدة بيانات الفيلم (الإنجليزية)
- أروغبا على موقع ليتربوكسد (الإنجليزية)
- أروغبا على موقع كينوبويسك (الروسية)